# Makaira błękitna
Makaira błękitna, marlin błękitny, marlin niebieski, makajra błękitna, makaira niebieska oraz (jako M. mazara) – makaira smugowa i marlin smugowy (Makaira nigricans) – gatunek ryby okoniokształtnej z rodziny żaglicowatych (Istiophoridae). Jedyny przedstawiciel rodzaju Makaira.

## Morfologia
Średnia masa ciała makairy błękitnej to około 100 kg. Największe osobniki mogą natomiast dorastać do 5,5 m długości ciała przy ciężarze do 820 kg. Często padają one jednak ofiarą silniejszych ryb, a także wędkarzy przez co tak duże osobniki są rzadkością.
Mają niebieski grzbiet i srebrzysty brzuch, które są od siebie wyraźnie oddzielone linią biegnącą wzdłuż ciała. Na skórze mogą występować pionowe pasy, podobnie jak u marlina pasiastego, są one jednak mniej widoczne i zanikają po śmierci ryby.
Cechą charakterystyczną są dwie płetwy grzbietowe i 2 płetwy odbytowe oraz silnie wydłużona górna szczęka przekształcona w długi szpic. Przedni płat pierwszej płetwy grzbietowej jest bardziej wystający, natomiast w części tylnej płetwa jest znacznie niższa. Posiada wiele cech przypominających włócznika, różni się jednak kształtem wyrostka na pysku (o okrągłym przekroju, a nie jak u włócznika – płaskim) oraz obecnością dwóch płetw brzusznych. Samce są większe od samic.

## Występowanie
Zasiedla tropikalne i subtropikalne wody Atlantyku pomiędzy szerokościami geograficznymi 45°N a 35°S. Ryba żyje w morzach otwartych, rzadko zbliża się do wybrzeży.

## Zachowanie i pożywienie
Makaira błękitna cechuje się zamiłowaniem do bardzo ciepłych wód. Sprawia to, że przepływa równik w celu wykorzystania dwóch pór letnich: na północy i południu. Oprócz migracji w poszukiwaniu ciepła, makairy wędrują także na tarliska oraz w poszukiwaniu pożywienia. Polują w ciągu dnia, a ich główny pokarm stanowią bonito, a także makrele, tuńczyki oraz kałamarnice i inne głowonogi
Makairy są samotnikami. Poruszają się szybko (ok. 80 km/h). Charakteryzują się również dużą wytrwałością podczas wędrówek. Ryba ta co jakiś czas efektownie wyskakuje ponad powierzchnię wody.

## Rozmnażanie
Samce osiągają dojrzałość płciową po osiągnięciu około 80 cm długości i 40 kg masy ciała, samice natomiast przy wielkości 50 cm i wadze 55 kg.
Tarło ma miejsce między majem a listopadem. Dorosła samica składa wówczas kilka milionów jaj o średnicy 0,3–0,6 mm. Jaja są koloru białego lub żółtawego. Tempo rozwoju zarodków jest zależne od temperatury. Larwy wykluwają się z jaj po około 7 dniach, po czym wchodzą w skład planktonu. Większość z nich staje się pokarmem dla innych zwierząt i jedynie niewielki procent przekształca się w narybek. Młode ryby pozostają w grupie do 8 roku życia i wspólnie zdobywają pokarm.

## Ochrona gatunku
W wielu miejscach mięso makairy uważane jest za niesmaczne i łowi się ją tylko jako trofeum wędkarskie. Jednak niektóre kraje, jak np. Kuba, wyławiają duże ilości tej ryby. Następuje powolny spadek liczebności tego gatunku.